# Closterium pseudodianae
Closterium pseudodianae  là một loài Song tinh tảo trong họ Desmidiaceae, thuộc chi Closterium.